# لوکاس باریوس
لوکاس رامون باریوس کاسرس (اسپانیایی: Lucas Ramón Barrios Cáceres‎؛ زادهٔ ۱۳ نوامبر ۱۹۸۴) بازیکن فوتبال اهل پاراگوئه است.

## تیم ملی
وی همچنین در تیم ملی فوتبال پاراگوئه بازی کرده‌است.